# Roberto Bataglin
Roberto Bataglin (Rio de Janeiro, 4 de novembro de 1962) é um corretor de imoveis em Vargem Pequena e ator brasileiro. É filho do ator Roberto Batalin. 

## Carreira

### Na televisão
- 2018 - Apocalipse .... Alencar
- 2015 - Romance Policial : Espinosa .... Vicente
- 2014 - Zorra Total .... Leocádio
- 2008 - Faça Sua História .... Luís Augusto
- 2007 - Sete Pecados .... Teobaldo
- 2006 - Pé na Jaca .... Último (jovem)
- 2005 - Alma Gêmea .... Dr. Pandolfo
- 2002 - Desejos de Mulher .... Gianni
- 2001 - Sai de Baixo .... Ivo Torres (Episódio: Luz, Câmera, Armação)
- 2001 - As Filhas da Mãe .... Mr. Andrews
- 2000 - Aquarela do Brasil .... Tenente Gomes
- 1999 - Vila Madalena .... Luiz
- 1997 - Zazá .... Pedro
- 1996 - Vira-lata .... Aquiles
- 1995 - A Próxima Vítima .... Cláudio
- 1994 - Confissões de Adolescente ... Joel
- 1990 - Lua Cheia de Amor .... Rodrigo Miranda
- 1989 - Colônia Cecília .... Ernesto Fachini
- 1987 - Sassaricando .... Tadeu
- 1986 - Mania de Querer .... Lula
- 1986 - Selva de Pedra .... César
- 1985 - Um Sonho a Mais .... Emílio
- 1984 - Partido Alto .... Fernando
- 1983 - " O Homem que veio de Minas" ...[Caso especial]

### No cinema
- 1983 - Aguenta Coração
- 1984 - Nunca Fomos Tão Felizes [1]
- 1984 - Garota Dourada
- 1985 - Espelho da Carne